# Édouard Bignon
Pour les articles homonymes, voir Bignon.
Le baron Louis Pierre Édouard Bignon, né à La Mailleraye-sur-Seine le 3 janvier 1771 et mort à Paris le 6 janvier 1841, est un diplomate, homme politique et historien français.

## Biographie
Louis Pierre Édouard Bignon est le fils d’un capitaine de navire. Grâce à la protection de la marquise de Hagu, il entre au collège de Lisieux à Paris, où il fait de bonnes études.

### La Révolution
Engagé volontaire en 1792, il fut remarqué par le général Louis Pierre Huet qui le prit pour secrétaire.
Une requête en vers adressée au Directoire, dans laquelle Bignon, sollicitant une place de secrétaire d’ambassade, donne son avis sur les qualités et les devoirs d’un bon diplomate, attire l’attention du ministre des Relations extérieures Talleyrand. En 1797, il est nommé secrétaire de légation près la Confédération suisse. Le 2 novembre 1798, il est muté avec la même fonction auprès de la République cisalpine.

### Le Consulat et l’Empire
Sous le Consulat, il est ensuite envoyé à Berlin (1799), avant d’y être nommé chargé d’affaires (1804).
Il est ensuite accrédité à Cassel comme ministre plénipotentiaire près de l’électeur de Hesse (1804-1806). C’est là qu’est élaborée l’idée d’une confédération des princes allemands intermédiaires, protégée conjointement par la France et par la Russie ; cette idée se concrétise dans la confédération du Rhin mais seulement avec le protectorat français. L’électeur de Hesse ayant refusé de signer une convention de neutralité avant la bataille d’Iéna, l’électorat est supprimé après la défaite de la Prusse.
Nommé commissaire impérial auprès des autorités prussiennes, chargé de l’administration générale des domaines et des finances des provinces conquises, Bignon conserve ces fonctions jusqu’en 1808, durant toute la période d'occupation de la Prusse par l’armée française.
En 1809, il est ministre plénipotentiaire auprès du grand-duc de Bade à Karlsruhe ; un décret impérial le nomme administrateur général de l’Autriche. De Vienne, il est envoyé à Varsovie (1810), où il est chargé d'affaires pendant trois ans et sert les vues du gouvernement impérial sur le duché de Varsovie. Il est membre du gouvernement de Lituanie, avec Alexandre Antoine Sapieha, Dirk van Hogendorp. Il reçut en récompense le titre de baron de l'Empire.
Après la bataille de Leipzig (16-19 octobre 1813), Bignon était à Dresde auprès du roi de Saxe et duc de Varsovie. Il s’y trouva aussi pendant le siège. Gouvion-Saint-Cyr, qui commandait, capitula, mais, la capitulation ayant été violée, Bignon fut un moment prisonnier d’un aide de camp du prince de Schwarzenberg, jusqu’à ce que dernier, accueillant la réclamation du diplomate, le fît reconduire aux avant-postes français à Strasbourg. De retour à Paris le 7 décembre 1813, il annonça à Napoléon Ier la défection de Murat.

### La Restauration

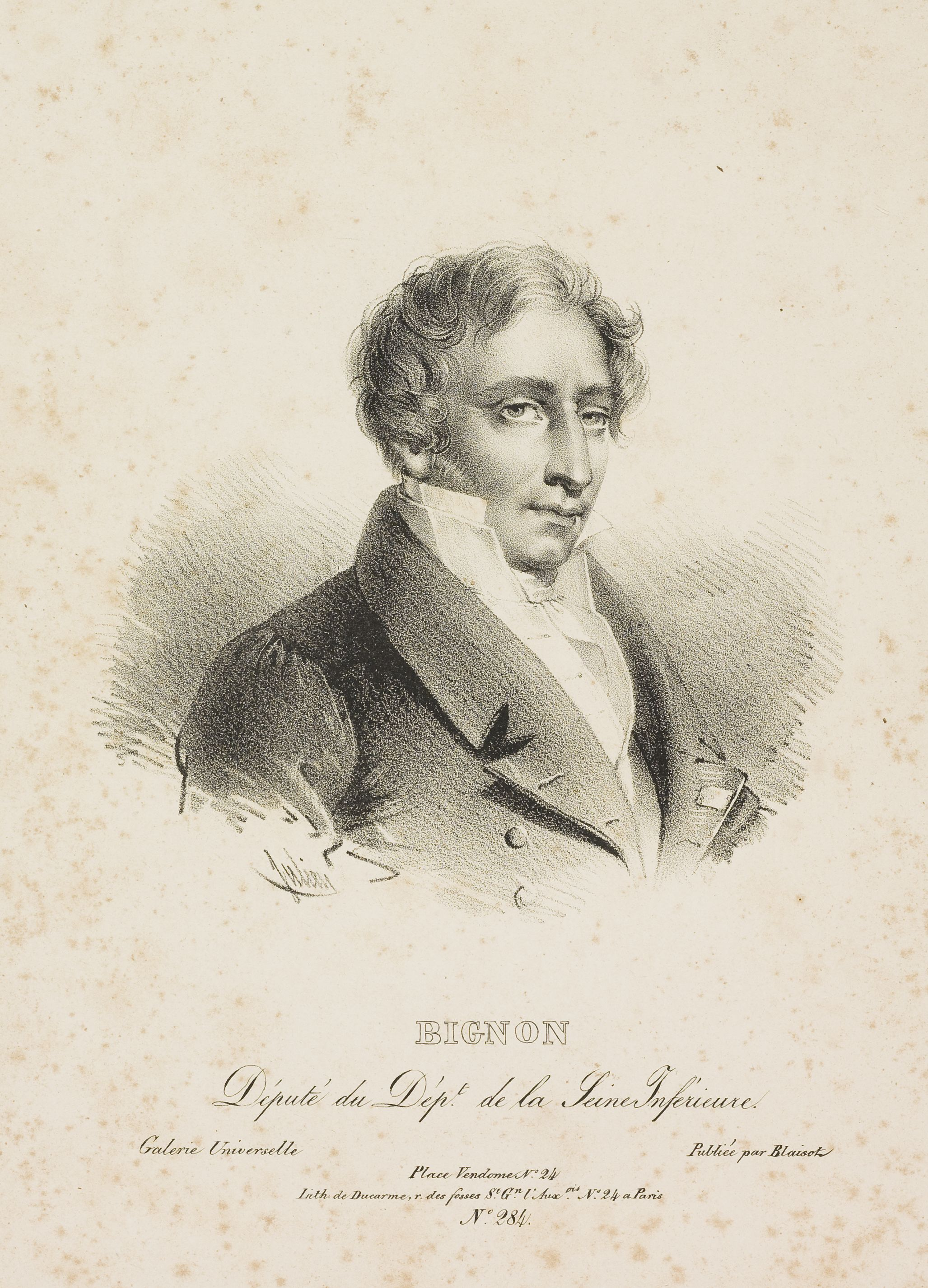
Bignon (1815)

Après les événements de 1814, Bignon disparut un moment de la scène politique. Il consacra ses loisirs à un Exposé comparatif de l’état financier, militaire, politique et moral de la France et des principales puissances de l’Europe. Il revint aux affaires sous les Cent-Jours, puisque Napoléon Ier le nomma sous-secrétaire d’État au ministère des Affaires étrangères, conjointement avec le comte de Mosloy. Le 12 mai 1815, le département de la Seine-Inférieure l’élut membre de la Chambre des représentants. Chargé du portefeuille des Affaires étrangères, il dut signer la convention du 3 juillet 1815 qui, à la suite de la défaite de Waterloo, reléguait l’armée française au-delà de la Loire et ouvrait Paris à l’invasion. Lorsque le drapeau blanc flotta sur les Tuileries, Bignon remit son portefeuille aux mains de Talleyrand et se retira momentanément de la politique active.
Le 20 septembre 1817, il fut élu à la Chambre des députés par le département de l'Eure. Il fut un des plus constants adversaires de la Restauration. Sa grande réputation et son expérience diplomatique conféraient un poids certain à son opposition, ainsi qu’aux ouvrages qu’il publia – notamment : Du congrès de Troppau ou Examen des prétentions des monarchies absolues à l’égard de la monarchie constitutionnelle de Naples (1821), Les Cabinets et les peuples depuis 1815 jusqu’à la fin de 1822 (1822) – et qui attaquaient vivement la politique continentale des alliés. Orateur écouté, quoiqu’il improvisât rarement, il avait une parole nette et précise. Il proposa d’importants amendements à l’adresse au roi, protesta contre la loi sur la presse, et fit en 1818 un grand discours sur le budget. Au cours de cette discussion, il avait menacé le gouvernement d’une révélation qu’il annonçait comme un argument nouveau en faveur du rappel des bannis, argument fondé « sur un fait particulier dont il avait connaissance, et dont il se réservait de faire usage quand le moment serait venu ». Sommé par Decazes de s’expliquer, Bignon refusa. Son silence fut diversement commenté ; on pensa généralement qu’il avait voulu parler de certaines circonstances spéciales de la convention de 1815. Dans la session de 1819, il vota constamment avec la gauche contre les lois d’exception, et fut des 95 opposants au nouveau système électoral.
Aux élections du 4 novembre 1820, Bignon échoua d’abord dans le 4e arrondissement électoral de l’Eure (Les Andelys), mais huit jours plus tard il fut élu député par le collège de département du Haut-Rhin. Dès lors, il fut successivement réélu le 9 mai 1822 par l’arrondissement d’Altkirch (Haut-Rhin), le 1er mai 1827 par le 1er arrondissement de la Seine-Inférieure (Rouen) en remplacement de Stanislas de Girardin, décédé, le 17 novembre de la même année par les trois collèges de Rouen, d’Yvetot et des Andelys, et le 12 juillet 1830 par celui des Andelys. En mainte circonstance, dans le cours de ces législatures successives, Bignon mena contre les gouvernements de la Restauration une vive et éloquente opposition.

### Lamonarchie de Juillet
La révolution de 1830 sembla rouvrir pour Bignon la carrière des hautes fonctions administratives. Le 31 juillet, il fut nommé ministre des Affaires étrangères dans le ministère nommé par la commission municipale de Paris, mais dès le lendemain, il cédait ce portefeuille dans le ministère provisoire du 1er août 1830 pour prendre celui de l’Instruction publique, qu'il conserva jusqu’au 11 août. Il resta comme ministre sans portefeuille dans le premier ministère du règne de Louis-Philippe Ier, et quitta définitivement le gouvernement le 27 octobre. Par la suite, il fut souvent question de lui dans des projets de combinaisons ministérielles, mais ses réclamations fréquentes en faveur de la Pologne et ses sympathies pour l’Espagne et l’Italie firent obstacle à son retour aux affaires.
Il fut réélu député par l’arrondissement des Andelys les 5 juillet 1831 et 21 juin 1834. Il soutint le gouvernement de Louis-Philippe non sans attaquer à l’occasion les ministres doctrinaires à qui il reprochait leur attitude en matière de politique étrangère. Il fit ainsi de vives représentations sur le risque de livrer la Belgique à l’Angleterre, et parla en faveur de la Pologne, demandant, dans l’adresse de 1833, une phrase explicite en l’honneur de ceux qu’on appelait alors les « héros de la Vistule ». Dans les sessions suivantes, il prit fréquemment la parole sur la situation extérieure de la France (à propos de l’emprunt grec) ou sur la loi contre les associations.
Il fut nommé pair de France le [3 octobre 1837 et passa ses dernières années dans le silence, « résultat, selon l’un de ses biographes, d’une vie épuisée par la lutte et les désenchantements ». Ayant acheté le château de Mesnil-Verclives après la Révolution, il fait aménager l'église, l'école et construire la mairie dans les jardins de l'ancien presbytère. Il est enterré dans un enclos privé au centre du village .
Auteur également de plusieurs ouvrages historiques, Bignon avait été élu membre l’Académie des sciences morales et politiques le 8 décembre 1832, dans la section « histoire générale et philosophique ». Il fut également chevalier (7 messidor an XII – 26 juin 1804), puis commandeur (7 juin 1823) et grand-officier (1838) de la Légion d’honneur.
Ses papiers personnels sont conservés aux Archives nationales sous la cote 136AP.

## Publications
Bignon est l’auteur d’un grand nombre d’ouvrages politiques et historiques, rédigé avec soin d’après de bons documents et qui sont utiles et intéressants. Le principal est son Histoire de France sous Napoléon (10 volumes, 1829-1838 et 4 volumes posthumes, 1845-1850), que Napoléon Ier lui-même l’avait engagé à composer en lui faisant un legs particulier dans son testament. C’est une source précieuse sur la période napoléonienne.
- Du système suivi par le Directoire exécutif relativement à la République cisalpine, et quelques détails sur les derniers événements qui ont eu lieu dans cette République, Paris, F. Buisson, an VII (1798), in-8o (75 p.)
- Exposé comparatif de l’état financier, militaire, politique et moral de la France et des principales puissances de l’Europe, Paris, Lenormant, 1814, in-8o
- Précis de la situation politique de la France depuis le mois de mars 1814 jusqu’au mois de juin 1815, Paris, Delaunay, 1815, in-8o
- Coup d’œil sur les démêlés des cours de Bavière et de Bade Paris, Delaunay, 1818, in-8o (X-116 p.)
- Des Proscriptions, Paris, Brissot-Thivars, 1819-1820, 2 vol. in-8o
- La conspiration des barbes. Lettre de M. Bignon à M. Méchin, Paris, Brissot-Thivars, 6 septembre 1820, in-8o
- Du congrès de Troppau ou Examen des prétentions des monarchies absolues à l’égard de la monarchie constitutionnelle de Naples, Paris, Impr. de Firmin Didot, 1821, in-8o (XXIV-205 p.)
- Lettre à un ancien ministre d’un État d’Allemagne sur les différends de la maison d’Anhalt avec la Prusse, Paris, Impr. de Firmin Didot, 1821, in-8o (72 p.)
- Les Cabinets et les peuples depuis 1815 jusqu’à la fin de 1822, Paris, Béchet aîné, 1822, in-8o (512 p.)
- Histoire de France sous Napoléon depuis le 18 brumaire jusqu’à la paix de Tilsitt, Paris, veuve C. Béchet et F. Didot frères, 1829-1830, 6 vol. in-8o
- Histoire de France sous Napoléon depuis la paix de Tilsitt jusqu’en 1812, Paris, Firmin Didot Frères, 1838, 4 vol. in-8o
- Histoire de France sous Napoléon, depuis le commencement de la guerre de Russie jusqu’à la deuxième Restauration, Paris, Firmin Didot Frères, 1845-1850, 4 vol. in-8o[18]
- Souvenirs d’un diplomate. La Pologne (1811-1813), précédés d’une notice historique sur la vie de l’auteur par François-Auguste Mignet, publié par le baron Alfred Ernouf, Paris, E. Dentu, 1864, in-12 (XXVIII-436 p.)
- L'histoire de France de Napoléon, Anthologie réalisée, introduite et annotée par Camille Duclert, Paris, Passés Composés, 2021, 392 p.  (ISBN 978-2-37933-410-8)

## Hommages posthumes
- Une rue Bignon, et l'école Bignon, se trouve dans le 12e arrondissement de Paris.